# Osmia onocrotala
Osmia onocrotala là một loài Hymenoptera trong họ Megachilidae. Loài này được Warncke mô tả khoa học năm 1988.